# Vujinovača
Vujinovača (Servisch: Вујиновача) is een plaats in de Servische gemeente Valjevo. De plaats telt 258 inwoners (2002).